# Ángel Ossorio y Gallardo

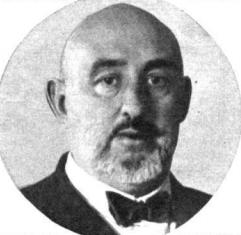
Ángel Ossorio y Gallardo

Ángel Ossorio y Gallardo (* 20. Juni 1873 in Madrid; † 19. Mai 1946 in Buenos Aires) war ein spanischer Politiker, Jurist und Schriftsteller.

## Leben
Als Mitglied der Konservativen Partei (Partido Conservador) wurde er 1909 Gouverneur von Barcelona und 1917 Minister für Entwicklung (Fomento). Er war Gegner der Diktatur von Miguel Primo de Rivera und unterstützte die Abdankung von Alfons XIII. und die Ausrufung der Zweiten Republik. Er war an der Ausarbeitung der Verfassung der Zweiten Republik beteiligt und Botschafter der Spanischen Republik in Belgien, Frankreich und Argentinien. Nach Ende des Spanischen Bürgerkriegs ließ er sich dauerhaft in Buenos Aires nieder und wurde 1945 Minister ohne speziellen Aufgabenbereich in der Exilregierung unter José Giral Pereira. Er war Präsident der Akademie für Jurisprudenz und des Athenaeum von Madrid sowie Dekan des Kollegiums der Rechtsanwälte. Vor allem in seinen letzten Lebensjahren verfasste er zahlreiche Werke über Rechtswissenschaft und Verfassungsrecht.